# 握り寿司
握り寿司（にぎりずし）は、シャリ（酢飯の小塊）に寿司種をのせて握った寿司であり、「早ずし」の一種である。握り、江戸前寿司、江戸ずし、あずまずしともいう。
海苔巻き（巻き物）、ちらし寿司、印籠ずしなどを含めた広義の江戸前寿司については「江戸前寿司」を参照。

## 調理法
握り寿司を製することを「つける（漬ける）」といい、調理場を「つけ場」と呼ぶ。これは寿司が発酵食品であった時代の名残りであるとされる。
片手で酢飯をとってシャリ玉を作り、必要な場合はわさびやオボロなどをかませ、その上に種を載せて握る。わさび無しのことは「さび抜き」と呼ぶ。種は生物だけではなく、酢締め、漬け、煮物、焼き物などさまざまな仕事が行われる。種とシャリとの分離を防ぐため海苔や干瓢などで巻いたり、種の切り方や握り方を変えたりなどの技法がある。

### 握り方
握り寿司のための飯（シャリ）の握り方は寿司職人の技術が最も発揮されるところであり、様々な技法がある。
- 手返し
  - 本手返し
  - 小手返し
  - たて返し
  - 横手返し
- 親指握り

これのほかに、握りの形があり、たわら形、はこ形、ふね形などがある。
一口で食べられるほどの大きさに握られることが多いが、大正時代以前は現在の2倍から4倍ほどのサイズが標準であった。こうした大型の握り寿司は一部の店や地方（房州など）に伝統として残されている例もある。
シャリに対して種が大きすぎて垂れ下がったような握りは「女郎寿司」と呼ばれ、下品であるとされる。しかし近年は「デカネタ」と称して、それを売りとする店も散見される。
シャリの自動握り機（寿司ロボット、シャリ玉成形機）が開発された1981年以降は、チェーン店を中心に機械握りが普及している。タンク状の装置に酢飯を入れておくと、機械がそれを絞り出すような機構を用いて寿司の形に作ってくれる。中にはワサビを付けたり、軍艦巻の海苔を巻き付けるところまで自動で行うものもある。また機械の外観が飯桶の形をしていて、客席から一見すると寿司職人が桶からご飯を取り出して握っているように見えるものもある。なお、業務用・家庭用の調理小物として木製あるいはポリエチレン製の握り寿司用の押し型も販売されている。

### 供し方
注文方法や座席によって異なる。
- 「お決まり」はいわゆるセットメニューで、「並」「上」「特上」、あるいは「松」「竹」「梅」などから客が選択する。
- 「お任せ」は当日入荷している種の中から、店主が自信を持って選んだ一人前を提供する。
- 「お好み」は自分の食べたい種を申告してその都度握ってもらうスタイルで、原則として二貫ずつの注文となる。回転寿司も同様である。

「お決まり」での注文の場合は、カウンター席であっても、一人前を寿司桶や寿司下駄、皿などに載せて提供することが多い。
これに対しカウンター席での「お好み」や「お任せ」の場合は、握りたての寿司を職人が直接客の目の前のつけ台に置く。
「お好み」の注文を2個づけとすることについては次のような諸説がある。
- 元々は握り飯大の大きな1個の塊で供されていたものを、食べやすいように2つに分けたとする説
- 1個では満足感に欠けるために2個1組で出されたとする説[5]。
- 2個食べないと味がわからないからであるとする説[6]
- 勘定の際に足し算の回数を減らすためであるとする説[6][5]
- 握りたてと少し時間をおいたものの両方を楽しむためであったとする説[6]

なお、寿司を数える助数詞に「貫」があるが、寿司1個を「1貫」と数えるか、2個1組を「1貫」と数えるかなどについては諸説ある（後に詳述）。
桶で寿司を提供するスタイルは、明治時代の両国界隈の相撲観戦者に粗暴な者が多く、皿で提供すると皿を割られる恐れがあり、止む無く割られにくい桶で提供した名残である。

### 寿司職人

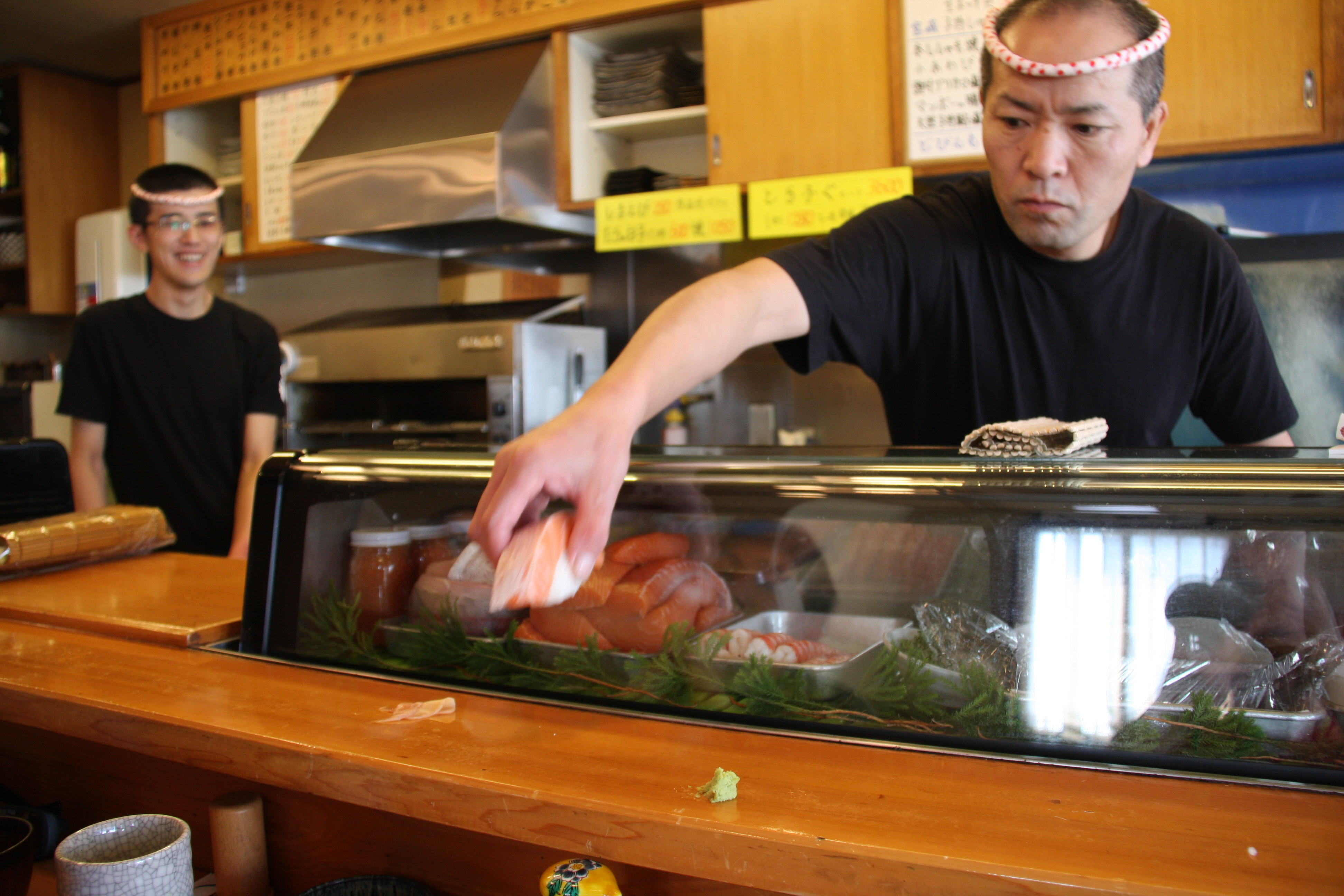
寿司職人（岐阜市内にて）

一人前になるためには『飯炊き三年、握り八年』と最低でも約10年の修行が必要と言われる。
要求される技能はネタの見極め、調理、接客の他、店を持つためには経営に関する知識も必要である。特にセンスが必要とされ、長年和食をやっている料理人でも寿司が苦手という者もいる。寿司職人だった江見朗（銀のさら創業者）は、寿司の技術について「一つひとつは誰にでもできる簡単なことです。けれども、すべてを徹底してやるのは難しい」と語っている。
寿司の調理に特別な資格は不要なため参入障壁は無く、持ち帰りや宅配専門店また回転寿司店では、握りをアルバイトやパート労働者、寿司ロボットに任せる例もある。銀のさらは研修センターでの教育や作業の工業化により、宅配寿司で成功を収めた。
10年かかるとされた修行期間に関しても、「目で盗む」など旧来の教授法や、寿司を握らせてもらうまでに長期の下積み期間があるなど旧来のルールを廃して合理化し、必要な技能だけを教える「寿司スクール」が登場しており、3ヶ月で独立開業し高評価を得た例もある。

## 食べ方
握りたてを手でつかみ口に運ぶのが、伝統的な寿司の食べ方とされている。これは元々握り寿司は屋台で供されることが多く（江戸前寿司を参照）、簡単に食べられるように工夫されている寿司だからである。手で食べる作法では客一人ひとりに出されるおしぼりで手を拭いて対応する。もちろん箸を使って食べる人もおり、「素手で食べると直前に食べたネタの脂等が指に残り、その後の寿司の味を壊してしまうから」として箸を推奨することもある。
握り寿司には、味つけがなされているものと、自分で醤油をつけて塩味を加えて食べるものとがある。前者には、魚卵類のように元々味付けが施された食材を用いたもの、醤油などに浸したヅケとなっているもの、「ツメ（煮詰め）」「煮切り」と呼ばれる醤油ベースの液体調味料を種の上に塗って供されるものや、塩（何らかの味つけがなされた塩の場合などもある）を振ったり、酢味噌などを乗せて供されるものなどがある。後者は、醤油を入れた小皿を用意しておき、寿司に適当に醤油をつけて食べる。地域によっては小皿に取らず、客が自ら刷毛で醤油や煮詰めを塗る形式もある（大阪など）。
寿司をつまんで寿司種に醤油をつけるのではなく、飯に醤油をつける人もいるが、米飯の側を醤油につけると飯が崩れたり醤油皿に飯が落ちる原因となる。
どのような順番で食べ始め、食べ終わるべきかが議論されることがある。昔はその店の職人が焼く玉子焼きをまず頼み、腕を見るのが食通とする風潮があったが、現在では多くの店は業者から玉子焼きを仕入れているため基準にはならない。また、白身魚などのさっぱりした物から食べ始め、コハダなどの光物に進み、マグロのトロやアナゴといった濃厚な味のタネで締めることを推奨する人もいるが、多くの寿司屋では「客の食べたい順番に頼む」ことを薦めている。脂分が舌に残るようなタネを食べて次をつまもうとする時は、生姜やお茶で口直しをするとよいとされる。

## 寿司種

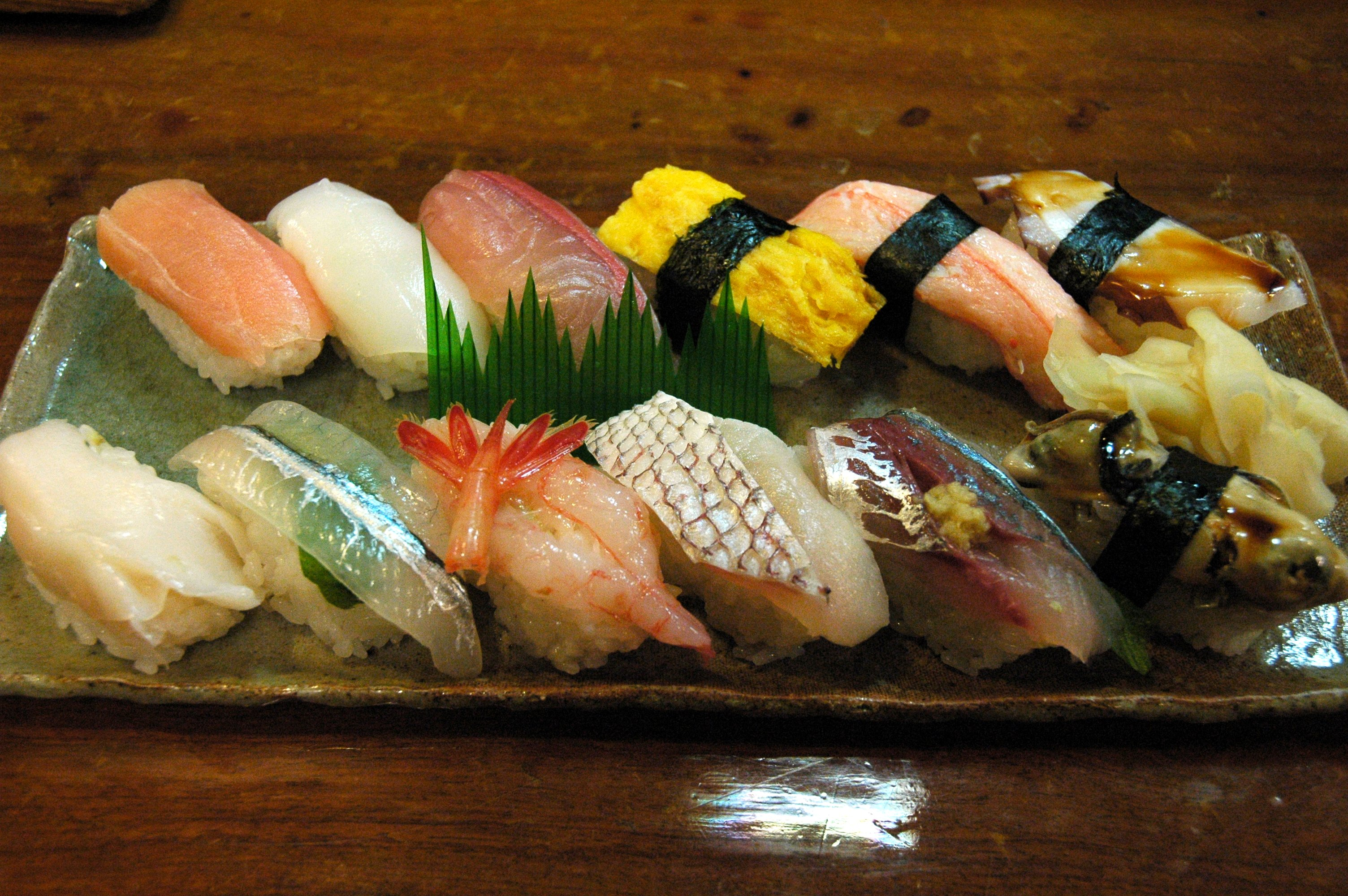
様々な種類の握り寿司
上段左から鮭、烏賊、鰤、玉子焼き、蟹、蛸
下段左からつぶ貝、鱵、甘海老、鯛、鯵、煮牡蠣

寿司に用いられる魚介類その他を寿司種という。寿司種は「種（タネ）」あるいは「ネタ」とも呼ばれる。「ネタ」は「タネ」を逆さにした符牒である（職人用の隠語）。
寿司種は生物（なまもの）、貝物、光り物、煮物、その他に分類される。

### 生物
マグロ（トロ）、カジキ、カツオ、タイ、ヒラメ、スズキ、ハマチ（ブリ）、カンパチ、シマアジ、サーモン、アマエビ、エビ、ボタンエビ、イカ、ミズダコ、など。
「生物」と言っても、軽い酢締めや昆布締め、霜降り、湯引き、振り塩、醤油漬けなどの仕事が施されることも多い。

### 貝物
アオヤギ、赤貝、ホタテガイ、北寄貝、ミルガイ、ツブ、トリガイ、タイラガイ、カキなど。
ハマグリやアサリ、アワビなどは煮物に分類される。カキやホタテも煮物とされることがあるほか、ホッキガイ、トリガイも茹でて供されることが多い。

### 光り物
多くは酢締めで供される。
コノシロ（コハダ）、アジ、サバ、サヨリ、キス、カスゴ、エボダイ、サンマ、イワシなど。

### 煮物
蒸し物、茹でたものも含める。甘い煮詰めを塗って供される種が多い。
アナゴ、アワビ、エビ、シャコ、カニ、タコ、煮ホタテ、煮イカ、煮ハマグリ、ゲソ、シラウオ、ウナギなど。

### その他

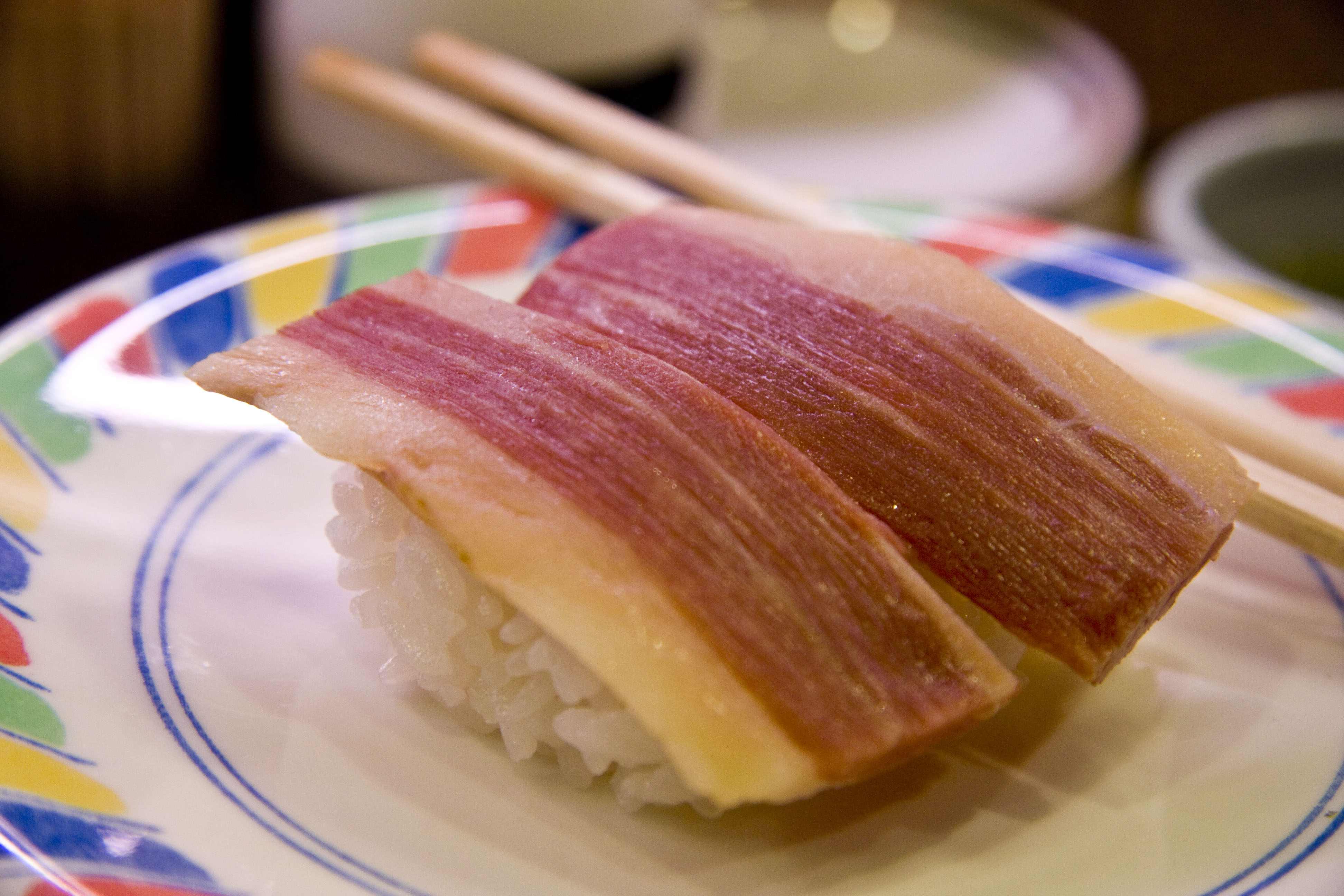
ベーコンの握り寿司

- 卵焼き - 芝海老のすり身などを入れて甘く仕上げるのが本来の形だが、近年ではだし巻き卵を用いることもある。
- イクラ、筋子、ウニ、とびこ、アンキモ、白子、塩辛、かにみそ - 小さく形が崩れやすいので、軍艦巻きで出されることが多い。
- ヤマゴボウ、タケノコ、山菜、ナスその他漬物類

特に回転寿司や日本国外の寿司料理店において、ミニハンバーグ、叉焼などの肉類や、天ぷらやフライなどの調理済み食品、マヨネーズ、シーチキン（ツナフレーク）、アボカド、生野菜サラダなどをタネにした、従来の寿司から見ると奇想なスタイルだけを真似た商品が増えている。これらに眉をひそめ「寿司の枠を超えた異質のもの」として寿司とは別のものとする見方がある一方、これらのネタを従前から続く工夫の1つと捉える見方がある。

## 歴史

### 握り寿司の誕生

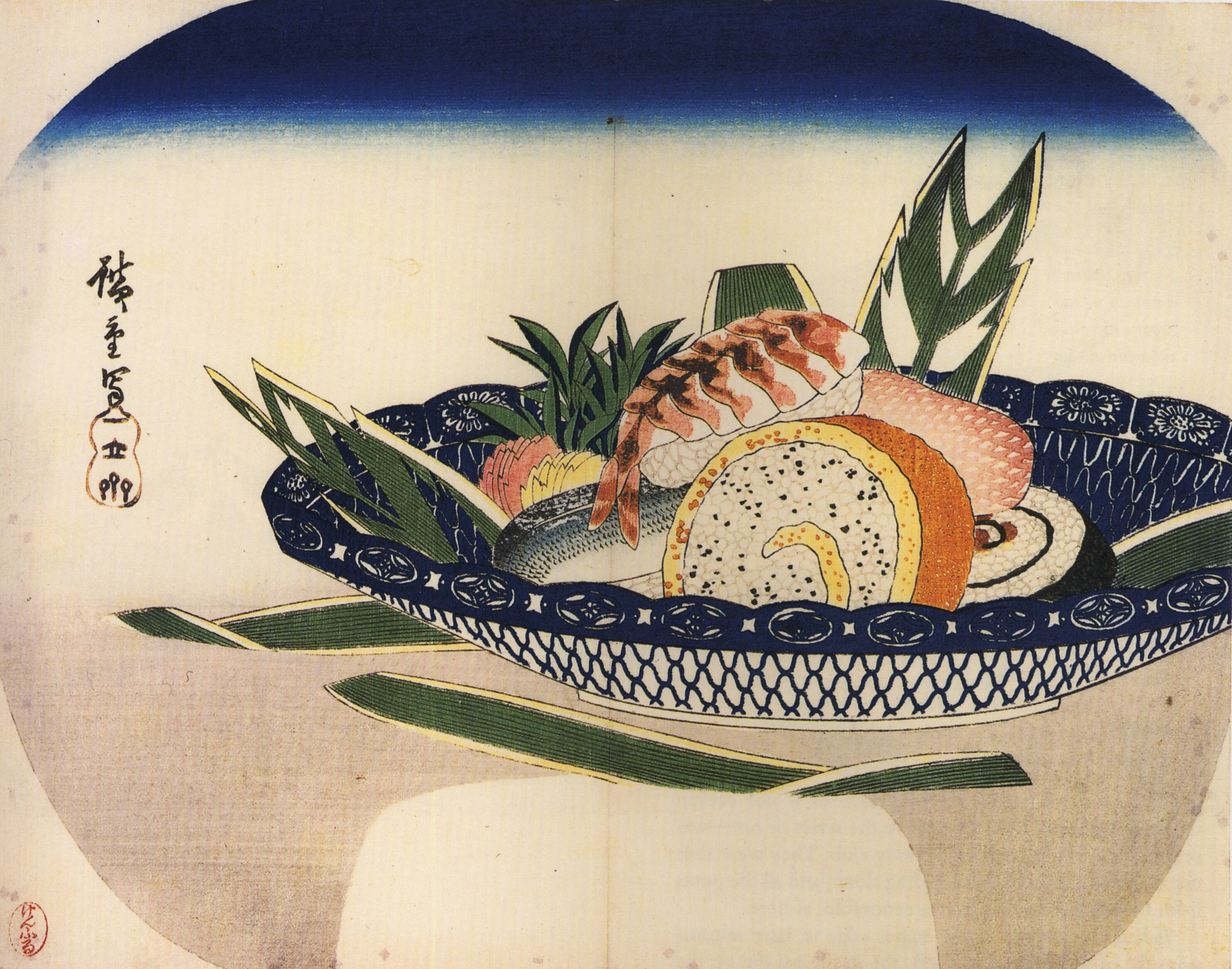
浮世絵に描かれた寿司（歌川広重・江戸後期）

握り寿司は寿司の中では歴史が浅く、江戸時代・文政年間に考案されたものといわれる。
「妖術と いう身で握る 鮓の飯」『柳多留』（1827年作句、1829年（文政12年）刊）が、握り寿司の初出文献である。握り寿司を創案したのは「與兵衛鮓」華屋與兵衛とも、「松の鮨（通称、本来の屋号はいさご鮨）」堺屋松五郎ともいわれる。
江戸前（江戸の前＝のちの東京湾）の魚介類と海苔を使用する江戸前寿司は、江戸中の屋台で売られるようになった。『守貞謾稿』によれば
という。この頃には巻き寿司もすでに定着しており、江戸も末期、維新の足音も聞こえてこようかという時代になって、ようやく現代でもポピュラーな寿司が、一気に出揃ったわけである。この頃の握り寿司はおにぎりのような大きさであり、食事というよりはおやつの位置づけとなっていた。

### 普及
明治30年代（1897–1906年）頃から企業化した製氷のおかげで、寿司屋でも氷が手に入りやすくなり、その後は冷蔵箱だけではなく電気冷蔵庫を備える店も出てくる。近海漁業の漁法や流通の進歩もあって、生鮮魚介を扱う環境が格段に良くなった。江戸前握り寿司では、これまで酢〆にしたり醤油漬けにしたり、あるいは火を通したりしていた素材も、生のまま扱うことが次第に多くなっていく。種類も増え、大きかった握りも次第に小さくなり、現代の握り寿司と近い形へ変化しはじめた時代である。
1923年（大正12年）の関東大震災により壊滅状態に陥った東京から寿司職人が離散し、江戸前寿しが日本全国に広まったとも言われる。関東大震災以降、鯖寿司、箱寿司が主流であった関西地方でも握り寿司が流行した。

### 統制
第二次世界大戦直後、厳しい食料統制のさなか、1947年（昭和22年）飲食営業緊急措置令が施行され、寿司店は表立って営業できなくなった。東京では寿司店の組合の有志が交渉に立ち上がり、1合の米と握り寿司10個（巻き寿司なら4本）を交換する委託加工として、正式に営業を認めさせることができた。近畿をはじめ全国でこれに倣ったため、全国で寿司店といえば江戸前ずし一色となってしまった。ちなみに1合で10個の握り寿司ならかなり大きな握りで、いわゆる「大握り」と呼ばれる江戸時代・明治初期を思わせる大きさである。当時を知る職人は、「あらかじめダミーの米を入れる袋を用意して店頭に置き、取り締まりを逃れて営業したこともある」と述べている。

## 寿司と助数詞
握り寿司は1つを「1かん」と数え、「貫」の文字を当てることが多い。しかしこの呼び方が書物に出てくるのは1970年代以降の事で、以下に示すような古い文献に「かん」という特別な助数詞で数えた例は見当たらず、いずれも1つ2つ、または1個2個である。
江戸時代末期の『守貞謾稿』、与兵衛鮓主人・小泉清三郎『家庭 鮓のつけかた』1910年、永瀬牙之輔『すし通』1930年、宮尾しげを『すし物語』1960年のいずれも1つ2つである。ただし、寿司職人の間で戦前の寿司一人前分、握り寿司5つと三つ切りの海苔巻き2つを、太鼓のバチ（チャンチキ）に例えて「5かんのチャンチキ」と呼んだと紹介されている（篠田統『すしの本』1970年増補版）。
寿司を「かん」と数えた例は、1970年（昭和45年）以降からで、国語辞典での最初の採用は、2001年（平成13年）刊行の『三省堂国語辞典 第五版』である。昭和後期のグルメブームの時に一般に使われるようになったと言われる。握り寿司を2つに切って提供することが標準化した時代はない。
戦後広まった2丁づけは、切ったのではなく最初から2つに握ったもの。「ひとつ一口半」とされていたサイズが現在のサイズに切り替わったのは明治の中頃から戦後昭和の半ばまでの間と言われており、小さくなっても、昭和の中頃になるまで寿司は1つずつ給仕されていたという記述もある。一方で、2つで1かんと数える人々もいるが、由来は不詳である。
「かん」の語源は諸説あり定かでないが、海苔巻き（もしくは笹巻き寿司や棒寿司などの巻いた形式の寿司）1つを「1巻」と数えたことからという説。江戸時代に穴あき銭に紐を通して銭50枚を一つなぎした「貫」から転じたという説、重さの単位「貫」から転じたという説などがある。

## 符牒
握り寿司店にて用いられる主な用語を以下に記載する。ただし、これらの用語は必ずしも全国共通ではなく、一部地域では通用しない場合がある。また、基本的には寿司職人の間での符牒であり、客が使用するものではないが、トロ、ガリのようにすでに一般名詞化したものもある。

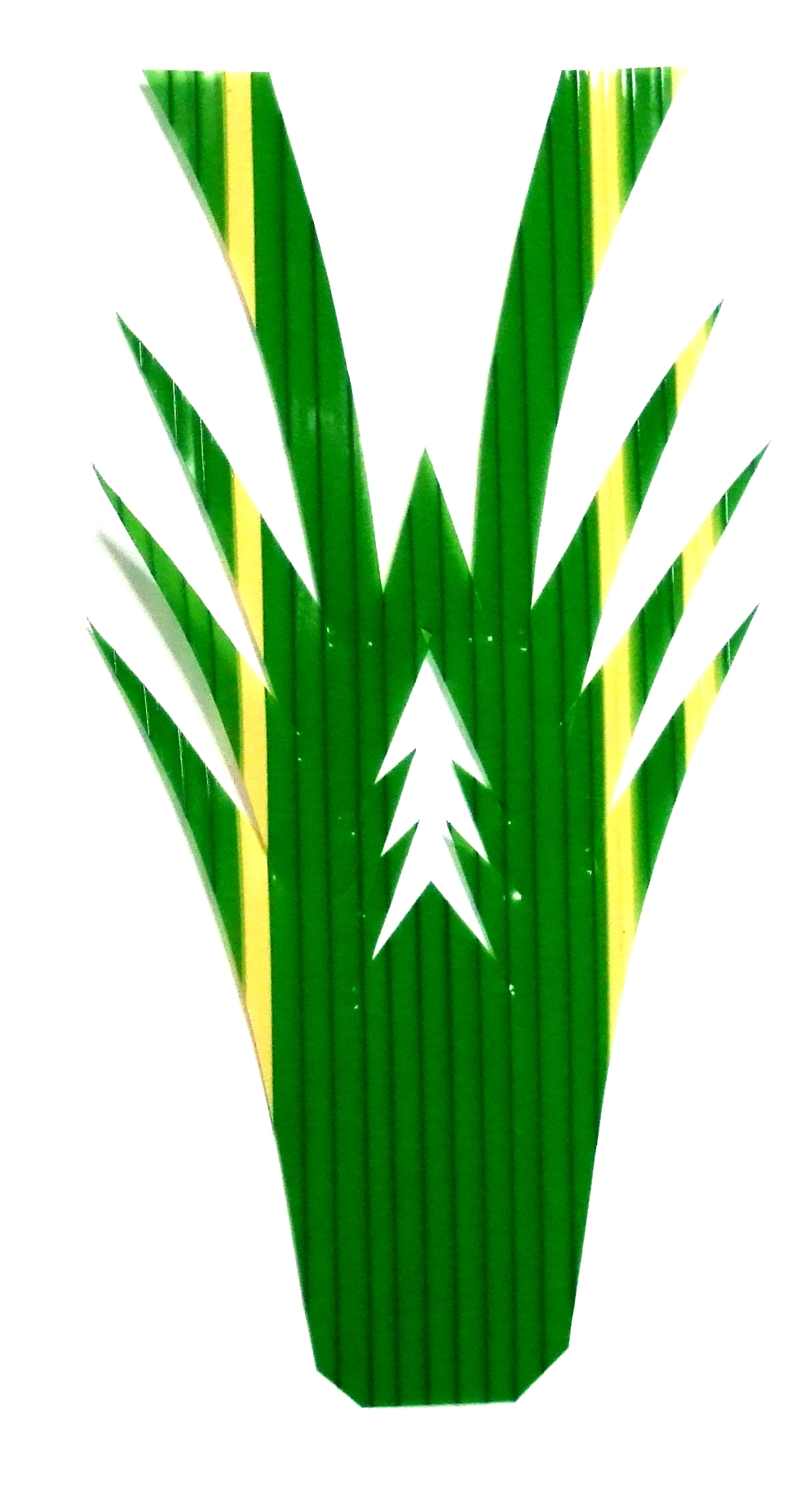
エビの形に整えられた人造バラン

| 用語          | 漢字      | 意味 |
| ------------- | --------- | --- |
| アガリ        | 上がり    | お茶のこと。現代の寿司屋では粉茶が基本。語源は遊郭で来客時に出した上がり花から。 |
| アニキ        | 兄貴      | 先に仕込み準備をした食材。相対的に古いこと。前日のシャリを指して「あんちゃんのしゃり」などと使う |
| オアイソ      | お愛想    | 勘定をするの意。これは板前が客に対して「お勘定のことなどお伺いしまして、さぞかし愛想の悪いこととは思いますが」と使う言葉を由来としているために、客が板前に対して使うのは間違いであり、客が申し出る場合は「お勘定」とするのが正解である。 |
| オテショ      | 御手塩    | 手塩皿を意味する女房言葉。醤油などを入れる小皿のこと。符牒ではなく、かつては広く使われていた一般的な表現である。 |
| カッパ        | 河童      | キュウリのこと。 |
| カマス        |           | 稲荷寿司のこと。 |
| ガリ          |           | 甘酢に漬けた薄切りの生姜。語源はその食感に由来。 |
| ガレージ      |           | シャコのこと。「車庫」に由来するが、職人の符牒ではなく駄洒落の類である。 |
| キヅ          | 木津      | かんぴょうのこと。大阪府浪速区大国にあったかんぴょうの取引地、木津市場から。 |
| ギョク        | 玉        | 玉子。玉子焼き、出汁巻き玉子。「玉」という漢字の音読み。 |
| クサ          | 草        | 海苔のこと。「浅草海苔」（あさくさのり）の省略という説あり。 |
| グンカン      | 軍艦      | シャリを海苔で縦に巻き、ネタを載せた寿司のこと。軍艦巻（ぐんかんまき）。これはウニやイクラなど散りやすいネタに使われる巻き方。 |
| ゲソ          | 下足      | イカの足。 |
| サガヤ        | 嵯峨谷    | おぼろのこと。「嵯峨谷御室（おぼろ）の花吹雪」という長唄からとった 。 |
| サビ          |           | ワサビのこと。 |
| シャリ        | 舎利      | 酢飯のこと。仏教語の舎利（飯）、すなわちサンスクリットの米を意味する単語シャーリ (zaali शालि) を語源とする。ちなみに仏舎利の「舎利」は「肉体・遺体」を意味する単語シャリーラ(zariira शरीर)であり、どちらもサンスクリットの音写に同じ漢字が当てられたもの。後者の仏舎利を語源とする説も、空海『秘蔵記』に於ける「天竺呼米粒為舎利。仏舎利亦似米粒。是故曰舎利。」という記述ですでに現れている。 |
| タマ          |           | アカガイのこと。形が丸いことに由来する。 |
| ツメ          | 詰め      | アナゴや煮蛤などの淡白な味をしたネタに塗る、佃煮の汁に似た甘塩辛い煮汁。煮詰めの略。 |
| テッポウ      | 鉄砲      | 海苔巻きのこと。 |
| トロ          |           | マグロの腹身の一番脂の乗った部分のこと。脂の乗り具合で「大トロ」「中トロ」などと分類される。「正身」（赤身）に対する語である |
| ナミダ        | 涙        | ワサビのこと。鼻につんとくる辛さで涙が出ることから。 |
| ネタ          |           | 酢飯や海苔、カンピョウ等を除く寿司の食材のこと。「種」（たね）の逆さ読み。 |
| バラン ハラン | 馬蘭 葉蘭 | 仕切りや飾り付けに用いられる植物の葉。関東ではササが標準。 |
| ヒモ          |           | アカガイなど二枚貝の外套膜。 |
| ムラサキ      | 紫        | 醤油のこと。醤油が高価であったため、高貴な色である紫を当てたと言う説。土浦から見える紫峰筑波（筑波山のこと）と言う商品名から来たという説。キッコーマンに代表される亀甲文様の亀甲は北極星信仰（妙見菩薩信仰）で、北極星のシンボルカラーである紫色からと言う説。単純に醤油の色からなど諸説様々存在する。                                                                                      |
| ムラチョコ    |           | 醤油皿（ムラサキのオチョコ）のこと。 |
| ヤスケ        | 弥助      | 寿司や寿司屋のこと。人形浄瑠璃・歌舞伎『義経千本桜』の三段目切「すし屋」の場では、源氏の追っ手を逃れた平維盛がすし屋の手代「弥助」に身をやつして匿われていることから。 |
| ヤマ          | 山        | なしということ。ネタ切れ。ササのことを「ヤマ」ともいったが、最近では「なし」という意味で使われることが多い。 |